# تومانرکر
تومانرکر (آلمانی: Thomanerchor) گروه کُر پسرانِ نوجوان لایپزیگ است که در سال ۱۲۱۲ میلادی بنیان نهاده شد. این گروه کر از ۹۰ پسر ۹ تا ۱۸ ساله تشکیل شده‌است. به اعضای این گروه «تومانِـر» گفته می‌شود که در یک مدرسه شبانه‌روزی زندگی می‌کنند و به گیمنازیوم مدرسهٔ سنت توماس می‌روند که متمرکز بر آموزش موسیقی و زبان‌شناسی است. اعضای جوان‌تر به دبستان ابتدایی «گروندشوله فوروم تومانوم» یا «آنا-ماگدالنا-باخ-شوله» می‌روند. یوهان سباستیان باخ مابین سال‌های ۱۷۲۳ تا ۱۷۵۰ توماسکانتور و سرپرست گروه موسیقی کلیسیا و کُر این مرکز آموزشی بود.